# Хамбер (река, Великобритания)
Ха́мбер (англ. Humber) — эстуарий на восточном побережье, образованный реками Трент и Уз в Англии. Впадает в Северное море. Через реку перекинут мост Хамбер. Является частью границы между Восточным районом Йоркшира и Северным Линкольнширом. Велико воздействие приливов и отливов. Судоходна для судов с большой осадкой. Длина реки — 121 км.

## История
В англосаксонский период Хамбер являлся естественной границей, отделяющей Нортумбрию от южных королевств. Название Northumbria происходит от др.-англ. Norðhymbre — «живущие к северу от Хамбера».